# 30473 Ethanbutson
30473 Ethanbutson è un asteroide della fascia principale. Scoperto nel 2000, presenta un'orbita caratterizzata da un semiasse maggiore pari a 3,0359265 UA e da un'eccentricità di 0,1224051, inclinata di 0,88395° rispetto all'eclittica.